# خولینا
خولینا (به چکی: Cholina) یک منطقهٔ مسکونی در جمهوری چک است که در ناحیه اولومووتس واقع شده‌است. خولینا ۸٫۹۹ کیلومتر مربع مساحت و ۶۸۹ نفر جمعیت دارد و ۲۶۲ متر بالاتر از سطح دریا واقع شده‌است.